# Веселе (Старокозацька сільська громада)
Весе́ле — село Старокозацької сільської громади Білгород-Дністровського району Одеської області в Україні. Населення становить 171 осіб.

## Населення
Згідно з переписом 1989 року населення села становило 140 осіб, з яких 65 чоловіків та 75 жінок.
За переписом населення 2001 року в селі мешкало 170 осіб.

### Мова
Розподіл населення за рідною мовою за даними перепису 2001 року:
| Мова       | Відсоток |
| ---------- | -------- |
| українська | 84,8 %   |
| молдовська | 8,19 %   |
| російська  | 4,68 %   |
| гагаузька  | 1,75 %   |
| болгарська | 0,58 %   |